# JVE Bénin
 (août 2025).
 (août 2025).
Motif : Insuffisance de sources secondaires
- Archive Wikiwix
- Bing
- Cairn
- DuckDuckGo
- E. Universalis
- Gallica
- Google
- G. Books
- G. News
- G. Scholar
- Persée
- Qwant
- (zh) Baidu
- (ru) Yandex
- (wd) trouver des œuvres sur Wikidata

| 1. | Préciser le motif de la pose du bandeau. | Précisez le motif de la pose du bandeau en utilisant la syntaxe suivante : {{admissibilité à vérifier\|date=août 2025\|motif=remplacez ce texte par le motif}}                 |
| 2. | Informer les utilisateurs concernés.     | Pensez à avertir le créateur de l'article, par exemple, en insérant le code ci-dessous sur sa page de discussion : {{subst:avertissement admissibilité à vérifier\|JVE Bénin}} |

Jeunes volontaires de l'environnement du Bénin (JVE Bénin) est une organisation non gouvernementale présente dans plusieurs pays et intervient dans 25 pays et qui s’occupe des questions liées à la protection de l’environnement du développement intégré des jeunes. L'organisation voit le jour au Bénin en 2004 à l'École polytechnique d’Abomey-Calavi (EPAC) par des étudiants soucieux pour la protection de l’Environnement. 

## Missions et objectifs
La JVE Bénin a pour mission d’éduquer, soutenir et renforcer les capacités de la jeunesse Béninoise afin de l’impliquer davantage dans le processus de développement durable tout en garantissant une justice sociale pour tous. Elle se donne pour objectif l’autonomisation de la jeunesse des femmes et des groupes marginalisés via un processus d’éducation et de renforcement de capacités afin de l’impliquer davantage dans le processus de développement durable.
L’ONG Jeunes Volontaires pour l’Environnement Bénin (JVE-BENIN) avec l’appui de 350, a marqué en cette journée du 25 mai par l’organisation d’une séance de projection de film suivie de débat à l’Université d’Abomey Calavi au Bénin.

## Branches locales
En juin 2010, la JVE Bénin s'étend en mettant en place trois branches locales à savoir: JVE Parakou, JVE Bohicon et JVE Campus.[réf. nécessaire]

## Projets
La JVE Bénin tient à son actif plusieurs projets à savoir :  le Projet de Valorisation et de Gestion de la diversité biologique du bassin du fleuve Mono-Couffo par l’application de l’Approche Négociée (ProGV-Mono) et mène des ateliers de formation pour renforcer les capacités des acteurs locaux.